# Béhencourt
Béhencourt település Franciaországban, Somme megyében. Lakosainak száma 306 fő (2022. január 1.). Béhencourt Bavelincourt, Lahoussoye, Baizieux, Beaucourt-sur-l’Hallue, Franvillers, Fréchencourt, Montigny-sur-l’Hallue és Pont-Noyelles községekkel határos.

## Népesség
A település népességének változása:
| Lakosok száma | 346  | 337  | 338  | 333  | 324  | 324  | 317  | 312  | 306  |
|               | 2013 | 2015 | 2016 | 2017 | 2018 | 2019 | 2020 | 2021 | 2022 |